# آبشارهای استان ایلام
دراستان ایلام تعداد محدودی آبشار وجود دارد که با وجود محدودیت و سختی دسترسی به آنها جاذب جمعیت هستند:
آبشار چم آو: این آبشار در فاصلة ۱۸ کیلومتری مسیر ایلام به صالح آباد و درحد فاصل روستای چم آو و منطقه عمومی ماربره در میان تخته سنگ‌ها جریان دارد آب این آبشار که از کوه‌های ایلام سرچشمه می‌گیرد، پس از طی مسافتی کوتاه به رودخانه گدارخوش می‌ریزد.
آبشار آبتاف: (به کردی: ئاو تاف) آبشار آبتاف در مسیر میمه به پهلة زرین آباد شهرستان دهلران واقع شده است. آبشار آبتاف در زمرة آبشارهای زیبای استان ایلام است که از پیرامون آن به عنوان تفرجگاه استفاده می‌شود .
آبشار سرطاف: آبشار سرطاف در شهرستان ایلام واقع شده است و یکی از تفرجگاه‌های عمومی مردم ایلام می‌باشد .
آبشار گچان: آبشار گچان در ۱۵ کیلومتری شمال شهر ایلام و در میان تنگ که خود یکی از تفرجگاه‌های ایلام است قرار دارد. در این منطقه که کوه‌های زیبا و معظم مانشت و قلارنگ به همراه گچان گویی به هم رسیده‌اند منظره بسیار زیبایی را ایجاد کرده است. به گونه‌ای که در فصول بهار، تابستان و پاییز و حتی زمستان بعلت دسترسی تقریبا راحت آن پذیرای خیل عظیم دوستداران طبیعت است.
آبشار مار بره: (به کردی: ماروره) آبشار ماربره در بیست کیلومتری جاده دره شهر به سمت پلدختر و در نزدیکی روستای آرمو واقع شده و سراسر آن را درختان سرسبز و گیاهان دارویی، پوشانده است. این آبشار بسیار زیبا در تمام طول سال دارای آب فراوان و گوارایی است. در میان گیاهان اطراف آبشار میوه‌های انجیر و انگور و نیزارهای بلند نیز دیده می‌شوند. سرخس پرسیاوشان سرتاسر دامنه آبشار را پوشانده و فضای زیبای کنار آبشار هر بیننده‌ای را به هیجان وا می‌دارد. از دیواره‌های کنار آبشار نیز آبی زلال به مانند چشمه‌ای جوشان جاری است که قابل شرب است. شهرستان دره شهر، در دامنه کبیرکوه و در میان درختان زیبای بلوط از صدها اثر تاریخی و طبیعی محافظت می‌کند. تنگه‌های زیبایی مانند تنگ بهرام چوبین، ساحل پرنعمت رود کرخه، پل‌هایی تاریخی مانند پل گاومیشان، طبیعت زیبای روستاهای زرانگوش و فرهادآباد و ده‌ها اثر طبیعی دیگر، از جمله زیبایی‌های ناشناخته دره شهر به حساب می‌آیند. از دیگر آبشارهای این منطقه می‌توان به آبشار آب تاف در مسیر دهلران به پهله (زرین آباد) نام برد. آسیاب‌های آبی هور نیز از جمله این مناظر بدیع هستند. در ۳۵ کیلومتری جاده دهلران به ایلام و در غرب روستای بیشه دراز و شمال روستای هاویان در دامنه ارتفاعات کبیرکوه، منطقه‌ای باستانی مرسوم به هور وجود دارد که نشانه‌ها و بازمانده بقایای آسیاب‌های آبی، حکایت از استفاده بهینه گذشتگان این منطقه از آب در چرخه طبیعت دارد. وجود آبشار آب تاف یا تاف تافه و رویش و فراوانی گل‌های نرگس، اکوسیستم این محل را با سایر مناطق گرمسیری دهلران متمایز ساخته است.
آبشار دربند، دره شهر: این آبشار در فاصله ۳۸ کیلومتری غرب دره شهر واقع شده و مسیر فرعی دسترسی به آن از جاده دره شهر به ایلام و از نزدیکی شهر کوچک بدره، جدا می‌شود…آبشار دربند دره شهر E05 47 N۱۵ ۳۳ این آبشار در فاصله ۳۸ کیلومتری غرب دره شهر واقع شده و مسیر فرعی دسترسی به آن از جاده دره شهر به ایلام و از نزدیکی شهر کوچک بدره، جدا می‌شود. طول این مسیر فرعی به چهار کیلومتر می‌رسد که در کنار آن لوله‌های انتقال آب از تصفیه خانه دربند جهت استفاده شرب اهالی منطقه کشیده شده است. در دو طرف تنگه و در دامنه‌های کوه، آثار تاریخی و بقایای یک شهر بسیار قدیمی و بزرگ نمایان است. اختلاف دمای این منطقه به شهر بدره و دره شهر به ۱۰-۲۰ درجه می‌رسد. دره زیبای دربند از طبیعتی غنی و بکر و حیات وحشی متنوع برخوردار است. مسیر دره شهر به ایلام که در دامنه‌های شمالی کبیرکوه می‌گذرد، سرشار از زیبایی‌های طبیعی است که هر کدام نیاز به تحقیق و تفحص فراوانی دارند. دریاچه زیبای سد ایلام، گسل‌های جالب، تنگ شگفت انگیز رازیانه، رودخانه پرآب کرخه، صخره‌های دیدنی کبیرکوه و شالیزارهای بزرگ برنج گوشه‌های از مناظر طبیعی این مسیر تماشایی می‌باشند.
آبشار اما، ایلام: آبشار اما در نزدیکی روستای اما و پشت سد ایلام واقع است. برای دسترسی به این محل بهتر است از میدان قرآن در شهرستان ایلام به سمت ملکشاهی حرکت کرده و بعد از روستای چشمه کبود وارد یک مسیر فرعی بسیار زیبا در کنار دریاچه و جنگل بلوط شوید. این مسیر پس از عبور از دریاچه سد ایلام، در ۲۵ کیلومتری جنوب ایلام به روستای اما که محل کوچکی است خواهد رسید. آبشار این محل در میان دره‌ای واقع شده که آب آن به سمت دریاچه سد ایلام در حرکت است. زیبایی این آبشار در کنار دیواره‌های پوشیده از خز و سرخس پرسیاوشان صد چندان می‌شود. درختان زیبای انجیر کوهی، انگور و بلوط اطراف این محل سرسبز را فرا گرفته‌اند و عبور رشته رشته آب در میان سرخس‌ها و خزه‌ها، چشمان هر بیننده‌ای را خیره می‌کند. ارتفاع این آبشار حدود بیست متر است. قبل از رسیدن به آبشار از کنار دریاچه سد ایلام می‌گذرید. سدی که جهت تهیه آب شرب و صنعتی مردم ایلام احداث شده است. دریاچه این سد نیز به واقع زیبا و تماشایی است. آب زلال این دریاچه پذیرای گردشگرانی است که جهت ماهیگیری، شنا و تحقیقات علمی به این منطقه سرازیر می‌شوند. در ادامه مسیر به روستای مهر و در نهایت شهر ملکشاهی خواهید رسید.